# Денніс Гекстолл
Денніс Гекстолл (англ. Dennis Hextall, нар. 17 квітня 1943, Поплар Пойнт, Манітоба) — колишній канадський хокеїст, що грав на позиції крайнього нападника. Дядько Рона Гекстолла, брат Браяна Гекстолла (молодшого) та син Браяна Гекстолла.
Провів понад 700 матчів у Національній хокейній лізі.

## Ігрова кар'єра
Хокейну кар'єру розпочав 1967 року в АХЛ.
Протягом професійної клубної ігрової кар'єри, що тривала 14 років, захищав кольори команд «Лос-Анджелес Кінгс», «Нью-Йорк Рейнджерс», «Каліфорнія Голден-Сілс», «Міннесота Норт-Старс», «Детройт Ред-Вінгс» та «Вашингтон Кепіталс».
Загалом провів 703 матчі в НХЛ, включаючи 22 гри плей-оф Кубка Стенлі.

## Нагороди та досягнення
- Учасник матчу усіх зірок НХЛ — 1974, 1975.

## Статистика
| Сезон        | Клуб                     | Ліга         | Регулярний сезон | Регулярний сезон | Регулярний сезон | Регулярний сезон | Регулярний сезон | Плей-оф | Плей-оф | Плей-оф | Плей-оф | Плей-оф |
| Сезон        | Клуб                     | Ліга         | І                | Г                | П                | О                | ШХ               | І       | Г       | П       | О       | ШХ      |
| ------------ | ------------------------ | ------------ | ---------------- | ---------------- | ---------------- | ---------------- | ---------------- | ------- | ------- | ------- | ------- | ------- |
| 1967–68      | «Баффало Бізонс»         | АХЛ          | 51               | 15               | 33               | 48               | 114              | 5       | 1       | 5       | 6       | 12      |
| 1967–68      | «Нью-Йорк Рейнджерс»     | НХЛ          | —                | —                | —                | —                | —                | 2       | 0       | 0       | 0       | 0       |
| 1968–69      | «Нью-Йорк Рейнджерс»     | НХЛ          | 13               | 1                | 4                | 5                | 25               | —       | —       | —       | —       | —       |
| 1968–69      | «Баффало Бізонс»         | АХЛ          | 60               | 21               | 44               | 65               | 179              | 6       | 1       | 3       | 4       | 6       |
| 1969–70      | «Лос-Анджелес Кінгс»     | НХЛ          | 28               | 5                | 7                | 12               | 40               | —       | —       | —       | —       | —       |
| 1969–70      | «Спрінгфілд Кінгс»       | АХЛ          | 10               | 5                | 8                | 13               | 52               | —       | —       | —       | —       | —       |
| 1969–70      | «Монреаль Вояжерс»       | АХЛ          | 29               | 10               | 19               | 29               | 126              | 8       | 2       | 5       | 7       | 29      |
| 1970–71      | «Каліфорнія Голден-Сілс» | НХЛ          | 78               | 21               | 31               | 52               | 217              | —       | —       | —       | —       | —       |
| 1971–72      | «Міннесота Норт-Старс»   | НХЛ          | 33               | 6                | 10               | 16               | 49               | 7       | 0       | 2       | 2       | 19      |
| 1971–72      | «Клівленд Баронс»        | АХЛ          | 5                | 1                | 1                | 2                | 18               | —       | —       | —       | —       | —       |
| 1972–73      | «Міннесота Норт-Старс»   | НХЛ          | 78               | 30               | 52               | 82               | 140              | 6       | 2       | 0       | 2       | 16      |
| 1973–74      | «Міннесота Норт-Старс»   | НХЛ          | 78               | 20               | 62               | 82               | 138              | —       | —       | —       | —       | —       |
| 1974–75      | «Міннесота Норт-Старс»   | НХЛ          | 80               | 17               | 57               | 74               | 147              | —       | —       | —       | —       | —       |
| 1975–76      | «Міннесота Норт-Старс»   | НХЛ          | 59               | 11               | 35               | 46               | 93               | —       | —       | —       | —       | —       |
| 1975–76      | «Детройт Ред-Вінгс»      | НХЛ          | 17               | 5                | 9                | 14               | 71               | —       | —       | —       | —       | —       |
| 1976–77      | «Детройт Ред-Вінгс»      | НХЛ          | 78               | 14               | 32               | 46               | 158              | —       | —       | —       | —       | —       |
| 1977–78      | «Детройт Ред-Вінгс»      | НХЛ          | 78               | 16               | 33               | 49               | 195              | 7       | 1       | 1       | 2       | 10      |
| 1978–79      | «Детройт Ред-Вінгс»      | НХЛ          | 20               | 4                | 8                | 12               | 33               | —       | —       | —       | —       | —       |
| 1978–79      | «Вашингтон Кепіталс»     | НХЛ          | 26               | 2                | 9                | 11               | 43               | —       | —       | —       | —       | —       |
| 1979–80      | «Вашингтон Кепіталс»     | НХЛ          | 15               | 1                | 1                | 2                | 49               | —       | —       | —       | —       | —       |
| Усього в НХЛ | Усього в НХЛ             | Усього в НХЛ | 681              | 153              | 350              | 503              | 1398             | 22      | 3       | 3       | 6       | 45      |